# Real Football 2013
Real Football 2013 es la edición de 2013 de la serie de videojuegos de fútbol de Gameloft. Esta edición fue lanzada para escasas plataformas, como teléfonos móviles e  IOS.
Para este año, la portada es el colombiano Radamel Falcao.

## Modos de juego

### Partida rápida
Esta modalidad te permite jugar un partido aleatoriamente sin antes haber elegido equipo y estadio. 

### Amistoso
Esta modalidad te permite elegir dos equipos para jugar un partido. También puedes elegir estadio, clima, balón, hora, dificultad del juego, táctica del equipo y la alineación inicial. 

### Modos
Leyenda: Esta modalidad te permite crear un jugador y llevarlo hasta la cumbre futbolista siendo campeón en todo y ganando mundiales con tu selección favorita, o puedes elegir un jugador ya existente y llevar su carrera hasta lo más alto. 
Master Club: Esta modalidad te permite elegir un equipo y gestionarlo desde la segunda división y así llevarlo hasta lo más alto de la cumbre futbolística. Solo usaras jugadores de tu colección. 
Modo Copa: En esta modalidad puedes elegir entre jugar la copa mundial o la UEFA Champions League 
Modo Liga: En esta modalidad puedes elegir jugar una de las ligas disponibles con un equipo y llevarlo hasta ganar el campeonato. 
Entrenamiento: Esta modalidad sirve como un tutorial para aprender los trucos más importantes y más básicos del juego y así ser todo un campeón. Incluye la opción desafió (donde probaras tu habilidad en hacer regates, ejecutar tiros libres, ejecutar córneres y marcar goles) y entrenamiento libre. 
Gira mundial: Tendrás una gira con tu equipo para probarte con equipos y selecciones del continente elegido. 
Penaltis: Esta modalidad te permite jugar una tanda de penales entre dos equipos.

### Copa Euro '12
Esta edición trae la Eurocopa 2012: 
Hacia el 2012: En esta modalidad puedes elegir un equipo europeo y calificarlo a la Eurocopa, cabe destacar que en este modo aparecerán selecciones de Europa poco conocidos y de escaso potencial futbolístico (no seleccionables) 
Copa europea 2012: En esta modalidad puedes jugar directamente la Eurocopa sin haber intentado calificar a una selección previamente. 
Copa Euro libre: En esta modalidad puedes jugar libremente la Eurocopa. 

### Desafío historia
Se parte de la historia del fútbol recordando la más recordadas hazañas recientes y de todos los tiempos. 

### RF League
Te permite jugar contra todo los equipos que puedas y registrar tu récord de en la página oficial de Real Football.

## Ligas
Liga BBVA (Sin licencia)
 Premier League (Totalmente Licenciada)
 Serie A (Totalmente Licenciada)
 Ligue 1 (Totalmente Licenciada)
 Bundesliga (Parcialmente Licenciada)
 Liga Argentina (Totalmente Licenciada)
 Brasileirão (Totalmente Licenciada)
 Liga ZON Sagres (Totalmente Licenciada)

## Selecciones nacionales
UEFA
- Austria (Sin Licenciar)
- Bielorrusia (Sin Licenciar)
- Bélgica (Sin Licenciar)
- Bosnia y Herzegovina (Sin Licenciar)
- Bulgaria (Sin Licenciar)
- Croacia (Sin Licenciar)
- República Checa (Sin Licenciar)
- Dinamarca (Sin Licenciar)
- Inglaterra (Totalmente Licenciada)
- Finlandia (Sin Licenciar)
- Francia (Totalmente Licenciada)
- Alemania (Totalmente Licenciada)
- Gales (Sin Licenciar)
- Grecia (Sin Licenciar)
- Hungría (Sin Licenciar)
- Irlanda (Sin Licenciar)
- Israel (Sin Licenciar)
- Italia (Totalmente Licenciada)
- Letonia (Sin Licenciar)
- Lituania (Sin Licenciar)
- Holanda (Sin Licenciar)
- Irlanda del Norte (Sin Licenciar)
- Noruega (Sin Licenciar)
- Polonia (Sin Licenciar)
- Portugal (Totalmente Licenciada)
- Rumanía (Sin Licenciar)
- Rusia (Sin Licenciar)
- Escocia (Sin Licenciar)
- Serbia (Sin Licenciar)
- Eslovenia (Sin Licenciar)
- Eslovaquia (Sin Licenciar)
- España (Parcialmente Licenciada)
- Suecia (Sin Licenciar)
- Suiza (Sin Licenciar)
- Turquía (Sin Licenciar)
- Ucrania (Sin Licenciar)

CONMEBOL/CONCACAF
- Argentina (Totalmente Licenciada)
- Bolivia (Sin Licenciar)
- Brasil (Totalmente Licenciada)
- Chile (Sin Licenciar)
- Colombia (Parcialmente Licenciada)
- Costa Rica (Sin Licenciar)
- Ecuador (Sin Licenciar)
- Honduras (Sin Licenciar)
- México (Parcialmente Licenciada)
- Paraguay (Sin Licenciar)
- Perú (Sin Licenciar)
- Uruguay (Sin Licenciar)
- Estados Unidos (Parcialmente Licenciada)
- Venezuela (Sin Licenciar)

CAF
- Argelia (Sin Licenciar)
- Angola (Sin Licenciar)
- Camerún (Sin Licenciar)
- Egipto (Sin Licenciar)
- Gabón (Sin Licenciar)
- Ghana (Parcialmente Licenciada)
- Costa de Marfil (Parcialmente Licenciada)
- Marruecos (Sin Licenciar)
- Nigeria (Sin Licenciar)
- Sudáfrica (Parcialmente Licenciada)
- Togo (Sin Licenciar)
- Túnez (Sin Licenciar)

AFC
- Australia
- Baréin
- China
- Irán
- Irak
- Japón
- Corea del Sur
- Corea del Norte
- Nueva Zelanda
- Catar
- Arabia Saudita
- Uzbekistán

## Selecciones nacionales no jugables
Estas son las selecciones que están en modo Hacia el 2012:
- Azerbaiyán
- Kazajistán
- Andorra
- Macedonia
- Malta
- Liechtenstein
- Estonia
- Islas Feroe
- Albania
- Luxemburgo
- San Marino
- Armenia
- Georgia
- Montenegro
- Islandia
- Chipre

## Estadios
Esta es la lista de los estadios jugables:
- Saint-Denis (Stade de France)

- Lombardo (Stadio Giuseppe Meazza)

- Catedral (Maracaña)

- Redbrick (Old Trafford)

- Catalonia (Camp Nou)

- Parc (Parc des Princes)

- Achtekig Stadium (Veltins-Arena)

- Estadio del Sol (Estádio Da Luz)

- Felipe (Santiago Bernabéu)

- Football Arena (Allianz Arena)

- Estadio do Brasil (Morumbi)

- Countryside (Craven Cottage)

- Cauldron (Stade Geoffroy Guichard)

- Stadium Australia (ANZ Stadium)